# 박중선
박중선(朴仲善), 1435년 ~ 1481년)은 조선 중기의 무신이다. 본관은 순천(順天). 자는 자숙(子淑), 시호는 소양(昭襄)이다. 소헌왕후의 조카로 세조의 사촌이다. 박원종의 아버지이자, 윤임과 장경왕후의 외조부이다.

## 생애
평양군(平陽君) 박석명(朴錫命)의 손자이자 부지돈녕부사(副知敦寧府事) 박거소(朴去疎)와 청송 심씨의 아들로 태어났다. 그의 어머니는 심온의 막내딸로 소헌왕후의 동생이었는데 박중선은 부모를 일찍 여의고 이모부인 지돈녕부사(知敦寧府事) 강석덕(姜碩德)의 집에서 자랐다. 어려서 홀로 스승을 쫓아 공부하였고, 일찍부터 무예에 소질을 보여 활쏘기와 말타기를 잘했다. 1460년 무과에 장원급제한 박중선은 당대의 세력가 한명회의 눈에 들어 출세가도를 달렸고 6년만에 병조참판의 지위에 올랐다. 박중선은 무인 출신으로 세조와 성향이 잘 맞았으며 세조가 야간 사냥을 나설 때 호위를 하기도 했다. 1466년 딸을 월산대군과 결혼시켜 세조와 사돈을 맺었다. 이듬해에는 이시애의 난을 평정해 적개공신 1등으로 녹훈되고 할아버지의 작호였던 평양군(平陽君)으로 봉해졌으며 벼슬 또한 병조판서로 높아져 30대 초반에 병권을 틀어쥐었다. 1468년에는 남이의 옥사에 공을 세워 정난익대공신(靖難翊戴功臣) 3등에 녹훈되었고, 1471년에는 성종의 즉위에 공을 세워 좌리공신 3등에 녹훈되었다. 1478년에는 사촌형 강희맹의 추천으로 무인으로서는 이례적으로 이조판서 직을 제수받았다. 당시 성종실록에는 박중선에 대해 무과에 급제는 했지만 글을 알지 못하고 노래와 여색만을 가까이 한다고 적고 있다. 이후 허침(許琛), 이극기(李克基) 등이 박중선의 이조판서 임명을 두고 그가 무인 출신으로 시서(詩書)를 알지 못하고 사대부와 가까이 왕래한 적이 없으니 적합하지 않다고 반대했으나 성종이 이를 듣지 않았다. 이듬해인 1479년 판돈녕부사(判敦寧府事)가 되었고 1481년 죽었다.

## 가족 관계
- 아버지: 박거소(朴去疎) - 지돈녕부사
- 어머니: 심온의 딸
  - 부인: 행호군(行護軍) 허균(許稛)의 여식
    - 첫째 딸: 승평부부인(1455~1506)
    - 사위: 월산대군(1454~1488)
    - 둘째 딸: (1458~?)
    - 사위: 신무정(辛武鼎)선전관(宣傳官)
    - 셋째 딸: (1461~?)
    - 사위: 이탁(李鐸) 사옹원봉사(司饔院奉事)
    - 넷째 딸: 정부인(1464~?)
    - 사위: 한익(1460~1488) 군기시판관(軍器寺判官) - 한확의 손자
    - 다섯째딸: 순천부부인(장경왕후의 어머니) (1466~?)
    - 사위: 윤여필(1466~1555)
    - 아들: 박원종(1467~1510)
    - 여섯째 딸:(1468~?)
    - 사위: 김준(金俊)
    - 일곱째 딸: 제안대군의 계부인(1470~?)
    - 사위: 제안대군(1466~1525)

  - 동생: 박숙선(朴叔善)

## 같이 보기
- 중종 반정
- 박원종
- 성희안
- 경빈 박씨
- 윤임
- 장경왕후
- 조선 인종
- 박팽년